# Helánico de Lépreo
Helánico de Lépreo (en griego: Θέαντος ο Λέπρεος), hijo de Alcéneto, fue un antiguo campeón olímpico griego de Lépreo, vencedor de la prueba de pugilato infantil de los 89.º (424 a. C.) Juegos Olímpicos en la Antigüedad. Su padre Alcéneto también fue campeón olímpico en la misma prueba, al igual que su hermano Teanto